# Just Like Me
Just Like Me – piosenka pierwotnie nagrana przez amerykański zespół The Wilde Knights i wydana w 1965 roku. W tym samym roku na singlu wydano wersję amerykańskiej grupy Paul Revere & the Raiders i Marka Lindsaya w roli wokalisty. Ich wersję umieszczono na albumie Just Like Us! (1966). Był to drugi przebój tego zespołu w Stanach Zjednoczonych. Singiel z utworem dotarł do pozycji 11. na głównej amerykańskiej liście przebojów pisma „Billboard” Hot 100.
W 2004 roku James Henke, główny kurator Rock and Roll Hall of Fame, przy merytorycznym wsparciu krytyków muzycznych i autorów książek z dziedziny muzyki, wśród 500 piosenek mających największy wpływ na ukształtowanie rock and rolla umieścił na liście utwór „Just Like Me” w wykonaniu grupy Paul Revere & the Raiders.

## Historia
Oryginalną wersję utworu „Just Like Me” nagrał zespół The Wilde Knights. Piosenkę wydano w 1965 roku na drugim singlu grupy dla wytwórni Star-Bright. Jako autor na kopiach tego singla widnieje nazwisko Rich Dey, który też zaśpiewał tekst utworu. Zanim zespół the Raiders nagrał swój cover utworu, prawdopodobnie, frontman tej grupy Paul Revere, po tym jak usłyszał tę piosenkę, wykupił od Deya prawa do niej za ok. 5000 USD. 
Dla the Raiders ich wersja „Just Like Me” stała się przebojem jeszcze w grudniu 1965 roku, a w styczniu 1966 roku ich singiel dotarł do 11. pozycji na Hot 100, głównej amerykańskiej liście przebojów branżowego czasopisma „Billboard” (autor piosenki Rich Dey zmarł w młodym wieku, w 1973 roku, w wyniku przedawkowania gazu rozweselającego). Autorstwo kompozycji, w przypadku singla zespołu Paul Revere & the Raiders, przypisano Deyowi (The Wilde Knights) i Rogerowi Hartowi, menedżerowi grupy the Raiders.

## Muzyka
Aranżacja tego utworu ma mocny rockowy charakter, z partią gitary solowej; śpiew Marka Lindsaya jest agresywny, w którego tle słychać próbujące się przebić harmonie wokalne.

## Listy przebojów
| Kraj | Lista             | Pozycja | Źr.   |
| ---- | ----------------- | ------- | ----- |
| CA   | „RPM” Top Singles | 28      | [ 8 ] |
| US   | Hot 100           | 11      | [ 3 ] |

## Wykonawcy innych wersji
- 1981: Pat Benatar – album Precious Time[7]
- 1982: Circle Jerks – album Wild in the Streets[7]